# Alma Hasanić Grizović
Alma Hasanić Grizović (født 13. Maj 1989 i Bosnien) er en norsk håndboldspiller som spiller for den norske håndboldklub Larvik HK og Montenegros håndboldlandshold.
Hun deltog under VM i håndbold 2015 i Danmark.